# プログレスM-8
プログレスM-8はソビエト連邦が1991年にミール宇宙ステーションの補給のために打ち上げたプログレス補給船。ミールに打ち上げられた64機のプログレスのうち26機目であり、プログレス-Mの11F615A55型が使われ、シリアル番号は207番だった。

## 搭載貨物
ミールEO-9のクルーのための食料、水、酸素や科学研究用物品、軌道補正などのマニューバ用燃料が積まれていた。Naduvaniy Hazovoy Ballonと呼ばれる衛星を積んでおり、これはミールから軌道に投入された。

## 運用
プログレスM-8は1991年5月30日8時4分3秒(GMT)にバイコヌール宇宙基地1/5発射台からソユーズ-U2で打ち上げられた。2日間の飛行の後、6月1日9時44分37秒(GMT)にミールのコアモジュールの前方ポートにドッキングした。
75日間のドッキングの間、ミールは391kmから394kmの高度、51.6度の傾斜角の軌道を飛行していた。8月15日の22時16分59秒(GMT)にミールからのドッキングを解除し、翌日に軌道離脱を行い、6時59分32秒ごろ太平洋上で大気圏に再突入し破壊された。

## 註
1. 1 2 3 4  McDowell, Jonathan. “Satellite Catalog”.   Jonathan's Space Page. 2009年8月28日閲覧。
2. ↑  “Progress M-8”. NSSDC Master Catalog.   US National Space Science Data Center. 2009年8月28日閲覧。
3. ↑  Krebs, Gunter. “Progress-M 1 - 13, 15 - 37, 39 - 67 (11F615A55, 7KTGM)”.   Gunter's Space Page. 2009年8月28日閲覧。
4. 1 2  McDowell, Jonathan. “Launch Log”.   Jonathan's Space Page. 2009年8月28日閲覧。
5. ↑  Wade, Mark. “Mir EO-9”.   Encyclopedia Astronautica. 2009年8月28日閲覧。
6. 1 2  Anikeev, Alexander. “Cargo spacecraft "Progress M-8"”.   Manned Astronautics - Figures & Facts. 2007年10月9日時点のオリジナルよりアーカイブ。2009年8月28日閲覧。
7. ↑  Wade, Mark. “Progress M”.   Encyclopedia Astronautica. 2009年8月3日時点のオリジナルよりアーカイブ。2009年8月28日閲覧。